# Cady McClain
Cady McClain (Burbank, 13 de outubro de 1969) é uma atriz, cantora e autora estadunidense. Ela foi indicada oito vezes ao Emmy Award durante sua extensa carreira e levou para casa o troféu em três ocasiões.

## Biografia
McClain ganhou seu primeiro Daytime Emmy Award em 1990 como Melhor Atriz Jovem em Série de Drama por All My Children e em 2004, ganhou seu segundo Emmy por sua interpretação de Rosanna em As the World Turns.
Em fevereiro de 2014, se juntou ao elenco de The Young and the Restless como Kelly Andrews, substituindo Cynthia Watros nesse papel. Em setembro de 2020, ela foi anunciada para o papel de Jennifer Horton em Days of Our Lives.

## Filmografia
| Ano  | Título                     | Papel           | Nota(s)              |
| ---- | -------------------------- | --------------- | -------------------- |
| 1982 | My Favorite Year           | Tess            | (como Katie McClain) |
| 1983 | Who Will Love My Children? | Virginia Fray   | Telefilme            |
| 1989 | Simple Justice             | Janet DiLorenzo |                      |
| 2002 | Alma Mater                 | Gwen Knight     |                      |
| 2004 | Retreat                    | Paige           |                      |
| 2008 | Soldier's Heart            | Linda           |                      |
| 2008 | Home Movie                 | Clare           |                      |

| Ano                                          | Título                            | Papel           | Nota(s)                                       |
| -------------------------------------------- | --------------------------------- | --------------- | --------------------------------------------- |
| 1983–1985                                    | St. Elsewhere                     | Erin Scheinfeld | 5 episódios                                   |
| 1985                                         | Robert Kennedy & His Times        | Pat jovem       | Minissérie                                    |
| 1987                                         | One Big Family                    | Paige Baker     | Episódio: "The Tutor"                         |
| 1987                                         | Cheers                            | Joyce Pantusso  | Episódio: "The Godfather: Part 3"             |
| 1987                                         | ABC Afterschool Special           | Nicole          | Episódio: "Just a Regular Kid: An AIDS Story" |
| 1988                                         | Spenser: For Hire                 | Laurie          | Episódio: "To the End of the Line"            |
| 1988–1996 1998–2002 2005–2008 2010–2011 2013 | All My Children                   | Dixie Cooney    |                                               |
| 2002–2005, 2007–2010                         | As the World Turns                | Rosanna Cabot   |                                               |
| 2004                                         | Law & Order: Special Victims Unit | Alice McCain    | Episódio: "Outcry"                            |
| 2014–2015                                    | The Young and the Restless        | Kelly Andrews   |                                               |
| 2020–2021                                    | Days of Our Lives                 | Jennifer Horton |                                               |